# Michel na Balada
Michel na Balada ist das zweite Livealbum des brasilianischen Latin-Pop-Sängers Michel Teló aus dem Jahr 2011.

## Entstehung und Veröffentlichung
Die Erstveröffentlichung von Michel na Balada erfolgte am 18. Dezember 2011 bei Som Livre in Brasilien. Weltweit erschien es am 3. Februar 2012 zunächst als Download sowie als CD in Belgien (Katalognummer: 22 237642), eine Woche später folgte die CD-Veröffentlichung im restlichen Europa bei B1 Recordings (Katalognummer: 2795562-9).
Es handelt sich um das zweite Livealbum von Michel Teló, nach Ao Vivo (2010). Die früheren Singles Fugidinha und Se Intrometeu sind auf dem Album. Darüber hinaus sind Duette mit Bruninho e Davi („Vamo Mexê“) und seinem Bruder Teófilo („Pensamentos Bons“) enthalten.

## Titelliste
| #   | Titel                                    | Dauer |
| --- | ---------------------------------------- | ----- |
| 1.  | „Ai Se Eu Te Pego!“                      | 2:51  |
| 2.  | „Humilde Residência“                     | 3:13  |
| 3.  | „Coincidência“                           | 3:03  |
| 4.  | „Vamo Mexe (mit Bruninho & Davi)“        | 2:45  |
| 5.  | „Se Eu Não For“                          | 2:50  |
| 6.  | „Desce Do Muro“                          | 2:31  |
| 7.  | „Pra Ser Perfeito“                       | 3:07  |
| 8.  | „Pensamentos Bons (mit Teófilo Teló)“    | 3:21  |
| 9.  | „Se Intrometeu“                          | 2:47  |
| 10. | „Eu Te Amo E Open Bar“                   | 3:22  |
| 11. | „Fugidinha“                              | 3:07  |
| 12. | „Ponto Certo“                            | 3:17  |
| 13. | „É Mara“                                 | 2:54  |
| 14. | „Pot-pourri: Telefone Mudo / Boate Azul“ | 3:28  |
| 15. | „Vida Bela Vida“                         | 4:04  |

## Singleauskopplungen
Mit Ai Se Eu Te Pego! hatte Teló in Deutschland dreifachen Platinstatus für 900.000 verkaufte Einheiten erreicht sowie Platz eins in den deutschen Singlecharts.

## Rezeption
Der Hessische Rundfunk präsentierte die Platte als „Album der Woche“ und schrieb: „Insgesamt präsentiert uns Michel Teló viel handgemachten, freundlichen Latin-Pop, der – auch wenn man kein Portugiesisch versteht – die Urlaubssonne scheinen lässt.“

## Kommerzieller Erfolg

### Chartplatzierungen
Michel na Balada avancierte zum Top-10-Album in Portugal und der Schweiz (je Rang 2), Frankreich (Rang 4) und Österreich (Rang 10).
| ChartsChartplatzierungen | Höchstplatzierung | Wochen |
| ------------------------ | ----------------- | ------ |
| Deutschland (GfK)        | 11 (11 Wo.)       | 11     |
| Österreich (Ö3)          | 10 (20 Wo.)       | 20     |
| Schweiz (IFPI)           | 2 (26 Wo.)        | 26     |

| ChartsJahrescharts (2012) | Platzierung |
| ------------------------- | ----------- |
| Österreich (Ö3)           | 63          |
| Schweiz (IFPI)            | 23          |

### Auszeichnungen für Musikverkäufe
| Land/Region       | Auszeichnungen für Musikverkäufe (Land/Region, Auszeichnung, Verkäufe) | Verkäufe |
| ----------------- | ---------------------------------------------------------------------- | -------- |
| Frankreich (SNEP) | Platin                                                                 | 100.000  |
| Österreich (IFPI) | Gold                                                                   | 10.000   |
| Polen (ZPAV)      | Platin                                                                 | 20.000   |
| Portugal (AFP)    | Platin                                                                 | 15.000   |
| Schweiz (IFPI)    | Gold                                                                   | 15.000   |
| Insgesamt         | 2× Gold · 3× Platin ·                                                  | 160.000  |